# Robin Gibb
Robin Gibb, celým jménem Robin Hugh Gibb CBE (22. prosince 1949 Douglas, Man – 20. května 2012, Londýn, Anglie) byl britský zpěvák, skladatel, producent, člen skupiny Bee Gees, dvojče Mauriceho.

## Rakovina a úmrtí
V únoru 2012 oznámil, že mu byl odstraněn nádor z tlustého střeva, následně v březnu prodělal další operaci. Počátkem dubna bylo představeno jeho dílo Titanic Requiem, jehož premiéry se nemohl ze zdravotních důvodů zúčastnit. V polovině dubna upadl do kómatu, ze kterého se probral po několika dnech za přítomnosti rodiny. Zemřel 20. května 2012 ve věku 62 let.

## Diskografie

### Alba
- Robin’s Reign, 1970 (D #19)
- Sing Slowly Sisters, 1970
- Salvato Dal Campanello, 1970
- Sesame Street Fever, 1978 (Soundtrack)
- Sgt. Pepper’s Lonely Hearts Club Band, 1978 (Soundtrack)
- Times Square, 1980 (Soundtrack)
- How Old Are You?, 1983 (D #6, CH #26)
- How Old Are You Demos, 1983
- Secret Agent, 1984 (D #31, CH #20)
- Walls Have Eyes, 1985
- Magnet, 2003 (D #10, CH #84, GB #43, NL #72)
- Wish You Were Here, 2003
- Live – Robin Gibb with the Neue Philharmonie Frankfurt Orchestra, 2005
- My Favourite Christmas Carols, 2006
- Unique Live 2005–2006, 2006
- 50 St. Catherine’s Drive, 2010
- Titanic Requiem, 2012

### Singly
- Saved by the Bell, 1969 (D #3, GB #2, A #3, CH #3, NL #1, N #4)
- One Million Years, 1969 (D #14, A #19, CH #5, NL #6)
- August, October, 1970 (D #12, A #10, CH #10, GB #45)
- Trash, 1978
- Oh Darling 1978 (US #15)
- Help Me! (duet s Marcy Levy), 1980 (US #50)
- Juliet, 1983 (D #1, A #2, CH #1, GB #94, NL #11)
- Another Lonely Night in New York, 1983 (D #16, CH #19, GB #71)
- How Old Are You, 1983 (D #37, UK #93)
- Boys Do Fall in Love, 1984 (D #21, GB #71, US #37)
- Secret Agent, 1984
- In Your Diary, 1984
- Like a Fool, 1985
- Toys, 1986
- Please, 2002 (D #51, CH #96, GB #23, NL #70)
- Wait Forever, 2003
- My Lover’s Prayer (duet s Alistair Griffin), 2004 (GB #5)
- First of May (with G4), 2005
- Mother of Love, 2006
- In Control#Too Much Heaven (US5 & Robin Gibb), 2007 (D #7, A #26)
- Alan Freeman Days, 2008
- Wing and a Prayer, 2008
- Islands in the Stream (+ Vanessa Jenkins, Bryn West a Tom Jones), 2009 (UK #1, Comic Relief benefiční singel)